# Projeto de Pedro Paulo de Melo Saraiva e Júlio José Franco Neves para o Plano Piloto de Brasília
O Projeto de Pedro Paulo de Melo Saraiva e Júlio José Franco Neves para o Plano Piloto de Brasília foi um dos projetos submetidos ao Concurso Nacional do Plano Piloto da Nova Capital do Brasil, que seria vencido pela proposta de Lúcio Costa.  
Ligados a Escola Paulista, Pedro Paulo e Júlio José eram recém-formados, tendo concluído o curso de Arquitetura e Urbanismo da Universidade Presbiteriana Mackenzie em 1955. Eles fizeram a proposta de número 16.

## Antecedentes
A transferência da capital federal do Rio de Janeiro para uma nova cidade no Planalto Central havia se tornado a meta-síntese do governo do presidente Juscelino Kubitschek. Tendo vencido as resistências políticas e as burocracias, o presidente pediu a Oscar Niemeyer, seu arquiteto de confiança, que projetasse a nova capital. Entretando, Niemeyer não quis fazer o projeto urbanístico, ficando apenas com os edifícios. Para projetar a cidade, ele sugere a criação de um concurso nacional com a participação do Instituto de Arquitetos do Brasil, o que é aceito por Juscelino.
Assim, em 1956 foi criada a Comissão de Planejamento da Construção e da Mudança da Nova Capital Federal, que anunciou o Concurso Nacional do Plano Piloto da Nova Capital do Brasil, com o edital da Companhia Urbanizadora da Nova Capital (Novacap) estabelecendo as regras que incluíam, por exemplo, que a cidade fosse projetada para 500 mil habitantes e a localização da área de cinco mil quilômetros quadrados.

## A equipe
62 concorrentes participaram do concurso, com 26 propostas apresentadas. A proposta de Pedro Paulo de Melo Saraiva e Júlio José Franco Neves foi a de número 16. Além deles, um grupo de engenheiros e arquitetos colaboradores deu auxílio. O grupo de colaboradores era formado por Rubens Beyrodt Paiva, Carlos Roberto Kerr Anders, Maurício Tuck Schneider, Luiz Forte Netto, José Maria Gandolfi e Arthur de Moraes Cesar. Pedro Paulo, recém-formado, aproveitou o concurso para visitar as obras do Palácio da Alvorada e do Hotel de Brasília, que já estavam sendo feitas antes mesmo da definição urbana, como representante da equipe. Foi uma oportunidade de sair da formação arquitetônico conservadora da Mackenzie e projetar seguindo preceitos modernos.

## Proposta
A proposta tem clara influência dos Congressos Internacionais da Arquitetura Moderna (CIAM) e da sua Carta de Atenas. A topografia é protagonista, com as áreas verdes e a composição da proposta partindo das variações dela. Um esquema de três núcleos geradores é usado para conduzir o desenvolvimento da cidade - o que descarta hipóteses de planejamento regional.
Os três núcleos seriam as futuras zonas administrativa do governo, industrial e a de comércio e cívica - que seria diferente da administrativa, pois seria focada no governo local. Em torno dos núcleos ficaram as zonas residenciais, que serviriam a elas. Um parque linear em formato de Y uniria as partes e serviriam de área verde, além de ter funções cívicas, comerciais e de circulação e recreação, como um jardim zoológico e um centro esportivo.
O projeto reserva áreas para uma futura expansão, mesmo com o Plano Piloto atingindo a meta mínima de 500 mil habitantes. Para o controle populacional, os arquitetos previram um organismo controlador estatal.
Comparada a outras, a proposta dos jovens arquitetos era bem modesta. “Apresentamos somente aquilo que o edital exigia. Nos inscrevemos em agosto de 1956 e em março de 1957 o material foi entregue", disse Pedro Paulo em uma entrevista.

## Após o concurso
Os arquitetos comemoraram a participação no concurso, considerada uma aventura e uma experimentação, mesmo sabendo que não teriam tantas chances de vitória. O concurso gerou oportunidades profissionais para Pedro Paulo de Melo Saraiva, que seguiu criando projetos baseado na arquitetura modernista, tendo feito, por exemplo, um projeto nunca executado para um Centro de Vivência na UnB, também em Brasília. Sobre a vitória do projeto de Lúcio, Pedro Paulo concordou que era uma boa proposta e foi uma boa escolha.